# Ballata dell'odio e dell'amore
Ballata dell'odio e dell'amore (Balada triste de trompeta) è un film del 2010 scritto e diretto da Álex de la Iglesia.

## Trama
Nel 1937, la milizia repubblicana irrompe in un circo durante uno spettacolo e ne costringe i membri della troupe a combattere al loro fianco nella Guerra civile spagnola. Il pagliaccio scemo massacra decine degli uomini delle truppe franchiste armato solo di machete, ma perdono ugualmente. Mentre i suoi colleghi vengono giustiziati, il pagliaccio scemo viene condannato a lavorare al monumento della Valle de los Caídos. Suo figlio Javier tenta di liberarlo creando un diversivo con della dinamite nella galleria in cui stava lavorando, ma il colonnello Salcedo lo uccide. Javier assale Salcedo facendogli accidentalmente perdere un occhio. Mentre Salcedo urla dal dolore, Javier fugge con gli altri prigionieri.
Nel 1973, Javier si unisce a un circo come pagliaccio triste, visto che non è mai stato in grado di far ridere i bambini. Il suo compagno di scena come pagliaccio scemo è Sergio, un uomo arrogante, rozzo e violento. Il nuovo pagliaccio triste si innamora a prima vista della fidanzata del suo compagno di scena, la trapezista Natalia. Una sera Sergio diventa furioso a causa di Javier che si rifiuta di ridere a una sua battuta durante una cena con la troupe e colpisce Natalia prima di uscire dal locale. Javier suggerisce alla ragazza di lasciarlo, ma quando Sergio ritorna Natalia si lascia praticare del sesso anale contro una vetrina mentre Javier rimane nascosto sotto di essa per non farsi vedere. Il giorno seguente Sergio ammette che Javier sta facendo un ottimo lavoro al circo, ma inizia ad avere dei sospetti riguardo alle attenzioni che ha verso Natalia. In realtà è proprio la ragazza a sedurlo, in quanto è rimasta colpita dal suo rifiuto di ridere alla battuta di Sergio.
Una sera, in un luna park, Natalia ammette che ha iniziato ad amare Javier e lo bacia teneramente. All'improvviso però appare Sergio, che picchia selvaggiamente entrambi, tanto che Javier viene ricoverato in ospedale. Natalia lo raggiunge e gli dice che, per il suo bene, non devono vedersi mai più. Dopo aver avuto un sogno su Natalia, Sergio e suo padre, Javier evade dall'ospedale e torna al circo, dove trova Sergio mentre ha un rapporto sessuale con Natalia. Accecato dalla follia, lo colpisce senza pietà in faccia con una tromba, deturpandogli il volto e lasciandolo in fin di vita. Braccato dalla polizia, Javier fugge attraverso le fogne mentre la troupe del circo porta rapidamente Sergio dal medico più vicino, un veterinario, per farlo curare. Il veterinario riesce a salvarlo, ma il suo volto resta orrendamente sfregiato da cicatrici e un sorriso di Glasgow. Il circo è costretto a chiudere, visto che il pagliaccio scemo era la star principale. Natalia e molti degli altri membri della troupe vanno allora a lavorare come intrattenitori in un night club.
Intanto Javier inizia a vivere nella foresta, dove si ciba degli animali selvatici che cadono nel suo rifugio. Un giorno però è costretto a scappare quando viene inseguito da un cinghiale, ma è salvato da dei cacciatori che abbattono la bestia. Uno dei cacciatori è l'ex-colonnello Salcedo, che riconosce Javier e lo rapisce, costringendolo a comportarsi come un cane da caccia durante una battuta con dei suoi amici. In questa occasione Javier morde ferocemente la mano al Generalissimo Francisco Franco, uno degli ospiti di Salcedo, e di conseguenza viene chiuso in una stanza prima che il colonnello scelga il modo di ucciderlo. Javier ha una visione di Natalia come la Vergine Maria, che gli ordina di diventare il suo Angelo della morte. A questo punto si sbianca il viso con della soda caustica e si procura delle cicatrici rosse ustionandosi le guance e le labbra con un ferro da stiro per creare un trucco da pagliaccio permanente, poi indossa un abito da vescovo dopo averlo modificato adeguatamente. Javier si libera e, dopo aver ucciso brutalmente Salcedo e i suoi colleghi, si arma pesantemente per fuggire verso la città.
Avendo paura che Sergio possa farle del male, Natalia si prepara a lasciare il locale in cui lavora, ma nello stesso momento arrivano sia da Sergio che Javier. Costretta a scegliere, Natalia va da Sergio e scappa con lui. La polizia tenta di arrestare Javier, ma alcuni dei membri della troupe lo aiutano a fuggire. Nel frattempo la riformata coppia cerca di lavorare alle feste di compleanno per bambini, ma quando questi vedono per sbaglio il volto di Sergio, i genitori lo cacciano immediatamente via e Natalia decide di lasciarlo di nuovo. Nel frattempo Javier entra in un cinema dove proiettano una pellicola di Raphael, e qui ha una visione di suo padre che lo incoraggia a vendicarsi per riconquistare Natalia. Così Javier ruba un camion di gelati e insegue Natalia attraverso la città, sfruttando l'esplosione dell'attentato a Luis Carrero Blanco per rapirla. Javier la porta nella Valle de los Caídos, dove il circo ha mantenuto i suoi animali. Qui la supplica di avere il suo amore. In un primo momento la ragazza rifiuta, ma poi ammette di non amare più Sergio.
Quest'ultimo scopre dove si trova il nascondiglio di Javier minacciando il motociclista fantasma, un membro della troupe, quindi informa la polizia militare, che è alla ricerca di Javier in quanto si trovava sul luogo dove è avvenuto l'attentato a Blanco, e l'accompagna alla Valle de los Caídos. Qui si trucca da pagliaccio e insegue Javier e Natalia, salendo sull'enorme croce del monumento, a diverse centinaia di metri da terra. Natalia ammette il suo amore per Javier e suggerisce di fuggire legando del lunghissimo tessuto intorno ai loro fianchi per calarsi a terra. Sergio riesce però a raggiungerli e combatte con Javier. Affranta per la continua violenza, Natalia salta giù, ma anziché atterrare al suolo, muore quando il rotolo del tessuto avvolto intorno ai suoi fianchi si blocca bruscamente, spezzandole la schiena.
Mentre i corpi di Natalia e del motociclista fantasma (che aveva tentato senza successo di raggiungerli volando con la sua moto) vengono raccolti dall'ambulanza, la polizia militare arresta Sergio e Javier. Come si siedono uno di fronte all'altro nel furgone della polizia, il pagliaccio scemo si mette a ridere amaramente, mentre il pagliaccio triste piange inconsolabile.

## Riconoscimenti
- 2010 - Festival di Venezia
  - Leone d'argento - Premio speciale per la regia a Álex de la Iglesia
  - Osella d'oro – Migliore sceneggiatura a Álex de la Iglesia
  - Premio Arca Cinema Giovani a Álex de la Iglesia
  - Nomination Leone d'oro a Álex de la Iglesia
- 2011 - Méliès d'oro
  - Méliès d'oro a Álex de la Iglesia
- 2011 - Premio Goya
  - Miglior trucco a José Quetglás, Nieves Sánchez Torres e Pedro Rodríguez
  - Migliori effetti speciali a Reyes Abades e Ferrán Piquer
  - Nomination Miglior film a Gerardo Herrero e Mariela Besuievski
  - Nomination Miglior regia a Álex de la Iglesia
  - Nomination Miglior attore protagonista a Antonio de la Torre
  - Nomination Migliore attrice non protagonista a Terele Pávez
  - Nomination Migliore attrice rivelazione a Carolina Bang
  - Nomination Migliore sceneggiatura originale a Álex de la Iglesia
  - Nomination Miglior produzione a Yousaf Bhokari
  - Nomination Miglior fotografia a Kiko de la Rica
  - Nomination Miglior montaggio a Alejandro Lázaro
  - Nomination Miglior colonna sonora a Roque Baños
  - Nomination Miglior scenografia a Edou Hydallgo
  - Nomination Migliori costumi a Paco Delgado
  - Nomination Miglior sonoro a Charly Schmukler e Diego Garrido
- 2012 - Argentinean Film Critics Association Awards
  - Miglior film straniero in lingua spagnola a Álex de la Iglesia
- 2011 - Fotogrammi d'argento
  - Nomination Miglior attore a Carlos Areces
- 2011 - Turia Awards
  - Miglior attore a Antonio de la Torre
- 2012 - Chlotrudis Awards
  - Nomination Miglior scenografia a Edou Hydallgo
- 2011 - Sant Jordi Awards
  - Miglior attore spagnolo a Antonio de la Torre e Carlos Areces
- 2011 - Cinema Writers Circle Awards
  - Nomination Miglior montaggio a Alejandro Lázaro
  - Nomination Miglior colonna sonora a Roque Baños
- 2011 - Spanish Music Awards
  - Nomination Miglior colonna sonora a Roque Baños